# Angelo Battelli
Angelo Battelli (Macerata Feltria, Pésaro e Urbino, Marche, 28 de março de 1862 – 11 de dezembro de 1916) foi um cientista italiano, notável por suas medições de temperatura e calor da fusão de substâncias não metálicas, condutividades e efeitos termoelétricos em metais magnéticos e o Efeito Thomson. Investigou pressão osmótica, tensão superficial e propriedades físicas de dissulfeto de carbono (CS2), água (H2O) e álcoois, em especial suas pressões de vapor, pontos críticos e densidades. Estudou raios X e raios catódicos. Investigou a resistência de solenoides a correntes alternadas de alta frequência.
Obteve um doutorado em 1884 na Universidade de Turim, orientado por Andrea Naccari. Foi orientador do físico Luigi Puccianti.
Recebeu o Prêmio Bressa de 1893.
Está sepultado no Camposanto Monumentale em Pisa.